# Atomaria wollastoni
Atomaria wollastoni är en skalbaggsart som beskrevs av Sharp 1867. Atomaria wollastoni ingår i släktet Atomaria, och familjen fuktbaggar. Arten är reproducerande i Sverige.